# AMV

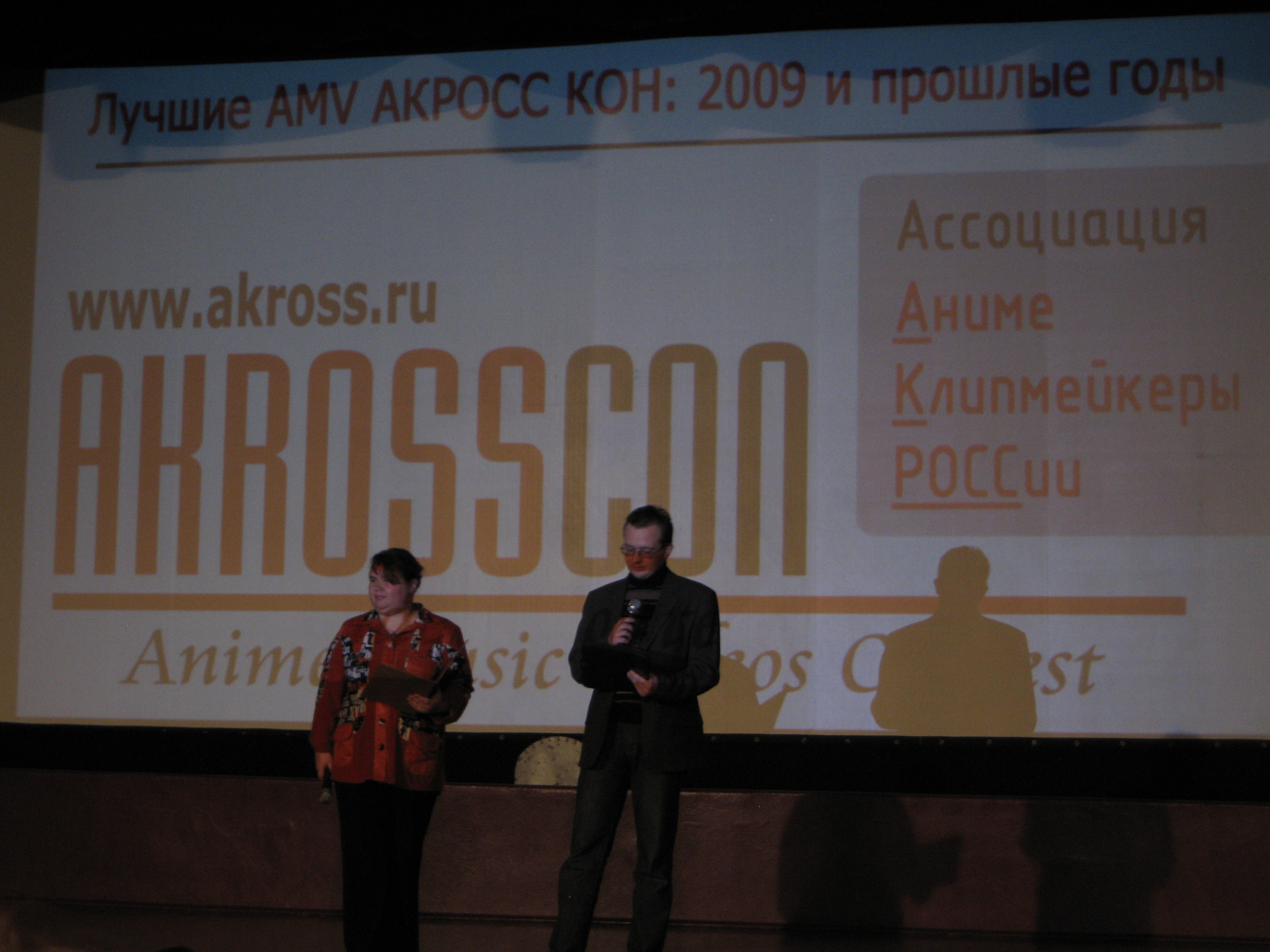
Hội chợ AKROSS Con Screening (2009)

Anime Music Video (AMV) là một loại video âm nhạc do người hâm mộ tạo ra bằng việc lồng ghép các phân cảnh từ một hay nhiều bộ phim hoạt hình Nhật Bản vào một đoạn nhạc. Thuật ngữ này thường dành riêng cho anime, nhưng đôi khi nó cũng áp cho phim hoạt hình Mỹ, live-action hay trò chơi điện tử. AMV không phải là video âm nhạc chính thức phát hành bởi các nhạc sĩ, mà chúng là tác phẩm được người hâm mộ tái tạo thành video đã qua chỉnh sửa kèm theo một đoạn nhạc. AMV thường được phân phối trên web thông qua AnimeMusicVideos.org hoặc YouTube. Hội chợ anime cũng thường xuyên tổ chức các cuộc thi AMV.
AMV đầu tiên được tạo ra vào năm 1982 bởi Jim Kaposztas, khi anh nối hai VCR với nhau và ghép các cảnh bạo lực từ Star Blazers vào bài hát "All You Need Is Love" của The Beatles để tạo ra hiệu ứng hài hước.

## Sáng tạo
Việc chỉnh sửa một AMV bao gồm một số cách phổ biến là:
- Chỉnh sửa thô bằng cách dùng hiệu ứng phóng to/thu nhỏ màn hình cùng một số chuyển cảnh đơn giản.
- Chỉnh sửa dùng một loạt hiệu ứng hình ảnh.
- Chỉnh sửa các cảnh anime đồng bộ với lời bài hát hay beat của bài hát. (Ví dụ ghép cảnh súng bắn khớp với một đoạn beat, làm miệng của nhân vật giống như đang nói hay hát theo lời bài hát)
- Chỉnh sửa dùng các hiệu ứng chuyển cảnh mượt mà hơn là dùng các hiệu ứng cắt cảnh lộn xộn.
- Chỉnh sửa tách phông nền từ một cảnh anime để thêm vào các hiệu ứng theo ý muốn.